# Eliminatórias da Copa do Mundo FIFA de 1990

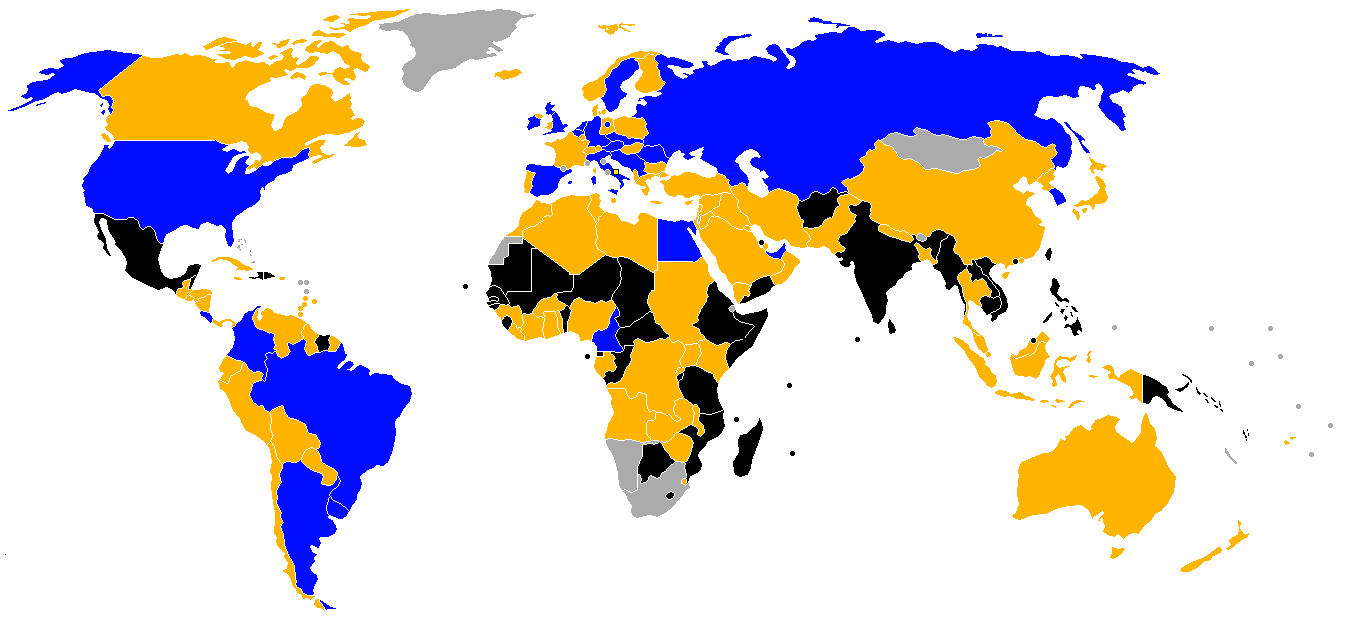
Países qualificados para a fase final da Copa do Mundo
Países eliminados na fase de grupos
Países não classificados para a Copa do Mundo
Países não associados à FIFA.

Um total de 116 times se inscreveram para as Eliminatórias da Copa do Mundo FIFA de 1990, competindo por um total de 24 vagas na fase final. A Itália, como país-sede, e a Argentina, como defensores do título, se classificaram automaticamente, deixando 22 vagas.
As 24 vagas disponíveis na Copa do Mundo de 1990 seriam distribuídas entre as zonas continentais da seguinte maneira:
- Europa (UEFA): 14 vagas, 1 delas iria à Itália, que se classificou automaticamente, enquanto as outras 13 vagas foram disputadas por 32 times.
- América do Sul (CONMEBOL): 3,5 vagas, 1 delas iria à Argentina, que se classificou automaticamente, a última vaga seria disputada entre o quarto colocado da CONMEBOL e o vencedor da Oceania.
- América do Norte, América Central e Caribe (CONCACAF): 2 vagas disputadas por 16 times.
- África (CAF): 2 vagas disputadas entre 26 times.
- Ásia (AFC): 2 vagas disputadas por 26 times.
- Oceania (OFC): 0,5 vaga, disputada por 7 times. (incluindo Israel e Taiwan). O vencedor enfrentaria um representante da CONMEBOL.

## Europa

### Grupo 1
19 de outubro de 1988, Atenas, Grécia -  Grécia 1 - 1  Dinamarca
19 de outubro de 1988, Sófia, Bulgária -  Bulgária 1 - 3  Romênia
2 de novembro de 1988, Bucareste, Romênia -  Romênia 3 - 0  Grécia
2 de novembro de 1988, Copenhague, Dinamarca -  Dinamarca 1 - 1  Bulgária
26 de abril de 1989, Atenas, Grécia -  Grécia 0 - 0  Romênia
26 de abril de 1989, Sófia, Bulgária -  Bulgária 0 - 2  Dinamarca
17 de maio de 1989, Bucareste, Romênia -  Romênia 1 - 0  Bulgária
17 de maio de 1989, Copenhague, Dinamarca -  Dinamarca 7 - 1  Grécia
11 de outubro de 1989, Sófia, Bulgária -  Bulgária 4 - 0  Grécia
11 de outubro de 1989, Copenhagen, Dinamarca -  Dinamarca 3 - 0  Romênia
15 de novembro de 1989, Bucareste, Romênia -  Romênia 3 - 1  Dinamarca
15 de novembro de 1989, Atenas, Grécia -  Grécia 1 - 0  Bulgária
| P | País      | Pts | J | V | E | D | GP | GC | S   |
| - | --------- | --- | - | - | - | - | -- | -- | --- |
| 1 | Romênia   | 9   | 6 | 4 | 1 | 1 | 10 | 5  | 5   |
| 2 | Dinamarca | 8   | 6 | 3 | 2 | 1 | 15 | 6  | 9   |
| 3 | Grécia    | 4   | 6 | 1 | 2 | 3 | 3  | 15 | -12 |
| 4 | Bulgária  | 3   | 6 | 1 | 1 | 4 | 6  | 8  | -2  |

### Grupo 2
19 de outubro de 1988, Londres, Inglaterra -  Inglaterra 0 - 0  Suécia
19 de outubro de 1988, Chorzów, Polônia -  Polónia 1 - 0  Albânia
5 de novembro de 1988, Tirana, Albânia -  Albânia 1 - 2  Suécia
8 de março de 1989, Tirana, Albânia -  Albânia 0 - 2  Inglaterra
26 de abril de 1989, Londres, Inglaterra -  Inglaterra 5 - 0  Albânia
7 de maio de 1989, Stockholm, Suécia -  Suécia 2 - 1  Polónia
3 de junho de 1989, Londres, Inglaterra -  Inglaterra 3 - 0  Polónia
6 de setembro de 1989, Stockholm, Suécia -  Suécia 0 - 0  Inglaterra
8 de outubro, Stockholm, Suécia -  Suécia 3 - 1  Albânia
11 de outubro de 1989, Chorzów, Polônia -  Polónia 0 - 0  Inglaterra
25 de outubro de 1989, Chorzów, Polônia -  Polónia 0 - 2  Suécia
15 de novembro de 1989, Tirana, Albânia -  Albânia 1 - 2  Polónia
| P | País       | Pts | J | V | E | D | GP | GC | S   |
| - | ---------- | --- | - | - | - | - | -- | -- | --- |
| 1 | Suécia     | 10  | 6 | 4 | 2 | 0 | 9  | 3  | 6   |
| 2 | Inglaterra | 9   | 6 | 3 | 3 | 0 | 10 | 0  | 10  |
| 3 | Polónia    | 5   | 6 | 2 | 1 | 3 | 4  | 8  | -4  |
| 4 | Albânia    | 0   | 6 | 0 | 0 | 6 | 3  | 15 | -12 |

### Grupo 3
31 de agosto de 1988, Reykjavík, Islândia -  Islândia 1 - 1  União Soviética
12 de outubro de 1988, Istambul, Turquia -  Turquia 1 - 1  Islândia
19 de outubro de 1988, Kiev, URSS -  União Soviética 2 - 0  Áustria
19 de outubro de 1988, Berlim Oriental, Alemanha Oriental -  Alemanha Oriental 2 - 0  Islândia
2 de novembro de 1988, Viena, Áustria -  Áustria 3 - 2  Turquia
30 de novembro de 1988, Istambul, Turquia -  Turquia 3 - 1  Alemanha Oriental
12 de abril de 1989, Magdeburgo, Alemanha Oriental -  Alemanha Oriental 0 - 2  Turquia
26 de abril de 1989, Kiev, URSS -  União Soviética 3 - 0  Alemanha Oriental
10 de maio de 1989, Istambul, Turquia -  Turquia 0 - 1  União Soviética
20 de maio de 1989, Leipzig, Alemanha Oriental -  Alemanha Oriental 1 - 1  Áustria
31 de maio de 1989, Moscou, União Soviética -  União Soviética 1 - 1  Islândia
14 de junho de 1989, Reykjavík, Islândia -  Islândia 0 - 0  Áustria
23 de agosto de 1989, Salzburgo, Áustria -  Áustria 2 - 1  Islândia
6 de setembro de 1989, Viena, Áustria -  Áustria 0 - 0  União Soviética
6 de setembro de 1989, Reykjavík, Islândia -  Islândia 0 - 3  Alemanha Oriental
20 de setembro de 1989, Reykjavík, Islândia -  Islândia 2 - 1  Turquia
8 de outubro de 1989, Karl Marx Stadt, Alemanha Oriental -  Alemanha Oriental 2 - 1  União Soviética
25 de outubro de 1989, Istambul, Turquia -  Turquia 3 - 0  Áustria
15 de novembro de 1989, Simferopol, União Soviética -  União Soviética 2 - 0  Turquia
15 de novembro de 1989, Viena, Áustria -  Áustria 3 - 0  Alemanha Oriental
| P | País              | Pts | J | V | E | D | GP | GC | S  |
| - | ----------------- | --- | - | - | - | - | -- | -- | -- |
| 1 | União Soviética   | 11  | 8 | 4 | 3 | 1 | 11 | 4  | 7  |
| 2 | Áustria           | 9   | 8 | 3 | 3 | 2 | 9  | 9  | 0  |
| 3 | Turquia           | 7   | 8 | 3 | 1 | 4 | 12 | 10 | 2  |
| 4 | Alemanha Oriental | 7   | 8 | 3 | 1 | 4 | 9  | 13 | -4 |
| 5 | Islândia          | 6   | 8 | 1 | 4 | 3 | 6  | 11 | -5 |

### Grupo 4
31 de agosto de 1988, Helsinque, Finlândia -  Finlândia 0 - 4  Alemanha Ocidental
14 de setembro de 1988, Amsterdã, Holanda -  Países Baixos 1 - 0  País de Gales
19 de outubro de 1988, Swansea, País de Gales -  País de Gales 2 - 2  Finlândia
19 de outubro de 1988, Munique, Alemanha Ocidental -  Alemanha Ocidental 0 - 0  Países Baixos
26 de abril de 1989, Roterdã, Países Baixos -  Países Baixos 1 - 1  Alemanha Ocidental
31 de maio de 1989, Cardiff, País de Gales -  País de Gales 0 - 0  Alemanha Ocidental
31 de maio de 1989, Helsinque, Finlândia -  Finlândia 0 - 1  Países Baixos
6 de setembro de 1989, Helsinque, Finlândia -  Finlândia 1 - 0  País de Gales
4 de outubro de 1989, Dortmund, Alemanha Ocidental -  Alemanha Ocidental 6 - 1  Finlândia
11 de outubro de 1989, Wrexham, País de Gales -  País de Gales 1 - 2  Países Baixos
15 de novembro de 1989, Roterdã, Países Baixos -  Países Baixos 3 - 0  Finlândia
15 de novembro de 1989, Colônia, Alemanha Ocidental -  Alemanha Ocidental 2 - 1  País de Gales
| P | País               | Pts | J | V | E | D | GP | GC | S   |
| - | ------------------ | --- | - | - | - | - | -- | -- | --- |
| 1 | Países Baixos      | 10  | 6 | 4 | 2 | 0 | 8  | 2  | 6   |
| 2 | Alemanha Ocidental | 9   | 6 | 3 | 3 | 0 | 13 | 3  | 10  |
| 3 | Finlândia          | 3   | 6 | 1 | 1 | 4 | 4  | 16 | -12 |
| 4 | País de Gales      | 2   | 6 | 0 | 2 | 4 | 4  | 8  | -4  |

### Grupo 5
14 de setembro de 1988, Oslo, Noruega -  Noruega 1 - 2  Escócia
28 de setembro de 1988, Paris, França -  França 1 - 0  Noruega
19 de outubro de 1988, Glasgow, Escócia -  Escócia 1 - 1  Iugoslávia
22 de outubro de 1988, Nicósia, Chipre -  Chipre 1 - 1  França
2 de novembro de 1988, Limassol, Chipre -  Chipre 0 - 3  Noruega
19 de novembro de 1988, Belgrado, Iugoslávia -  Iugoslávia 3 - 2  França
11 de dezembro de 1988, Rijeka, Iugoslávia -  Iugoslávia 4 - 0  Chipre
8 de fevereiro de 1989, Limassol, Chipre -  Chipre 2 - 3  Escócia
8 de março de 1989, Glasgow, Escócia -  Escócia 2 - 0  França
26 de abril de 1989, Glasgow, Escócia -  Escócia 2 - 1  Chipre
29 de abril de 1989, Paris, França -  França 0 - 0  Iugoslávia
21 de maio de 1989, Oslo, Noruega -  Noruega 3 - 1  Chipre
14 de junho de 1989, Oslo, Noruega -  Noruega 1 - 2  Iugoslávia
5 de setembro de 1989, Oslo, Noruega -  Noruega 1 - 1  França
6 de setembro de 1989, Zagreb, Iugoslávia -  Iugoslávia 3 - 1  Escócia
11 de outubro de 1989, Sarajevo, Iugoslávia -  Iugoslávia 1 - 0  Noruega
11 de outubro de 1989, Paris, França -  França 3 - 0  Escócia
28 de outubro de 1989, Atenas, Grécia -  Chipre 1 - 2  Iugoslávia
Este jogo foi disputado em campo neutro, em vez de ser jogado em Chipre, porque Chipre foi penalisado por tumultos durante a partida Chipre x Escócia.
15 de novembro de 1989, Glasgow, Escócia -  Escócia 1 - 1  Noruega
15 de novembro de 1989, Toulouse, França -  França 2 - 0  Chipre
| P | País       | Pts | J | V | E | D | GP | GC | S   |
| - | ---------- | --- | - | - | - | - | -- | -- | --- |
| 1 | Iugoslávia | 14  | 8 | 6 | 2 | 0 | 16 | 6  | 10  |
| 2 | Escócia    | 10  | 8 | 4 | 2 | 2 | 12 | 12 | 0   |
| 3 | França     | 9   | 8 | 3 | 3 | 2 | 10 | 7  | 3   |
| 4 | Noruega    | 6   | 8 | 2 | 2 | 4 | 10 | 9  | 1   |
| 5 | Chipre     | 1   | 8 | 0 | 1 | 7 | 6  | 20 | -14 |

### Grupo 6
21 de maio de 1988, Belfast, Irlanda do Norte -  Irlanda do Norte 3 - 0  Malta
14 de setembro de 1988, Belfast, Irlanda do Norte -  Irlanda do Norte 0 - 0  Irlanda
19 de outubro de 1988, Budapeste, Hungria -  Hungria 1 - 0  Irlanda do Norte
16 de novembro de 1988, Sevilha, Espanha -  Espanha 2 - 0  Irlanda
11 de dezembro de 1988, Ta' Qali, Malta -  Malta 2 - 2  Hungria
21 de dezembro de 1988, Sevilha, Espanha -  Espanha 4 - 0  Irlanda do Norte
22 de janeiro de 1989, Ta' Qali, Malta -  Malta 0 - 2  Espanha
8 de fevereiro de 1989, Belfast, Irlanda do Norte -  Irlanda do Norte 0 - 2  Espanha
8 de março de 1989, Budapeste, Hungria -  Hungria 0 - 0  Irlanda
23 de março de 1989, Sevilha, Espanha -  Espanha 4 - 0  Malta
12 de abril de 1989, Budapeste, Hungria -  Hungria 1 - 1  Malta
26 de abril de 1989, Ta' Qali, Malta -  Malta 0 - 2  Irlanda do Norte
26 de abril de 1989, Dublin, Irlanda -  Irlanda 1 - 0  Espanha
28 de maio de 1989, Dublin, Irlanda -  Irlanda 2 - 0  Malta
4 de junho de 1989, Dublin, Irlanda -  Irlanda 2 - 0  Hungria
6 de setembro de 1989, Belfast, Irlanda do Norte -  Irlanda do Norte 1 - 2  Hungria
11 de outubro de 1989, Dublin, Irlanda -  Irlanda 3 - 0  Irlanda do Norte
11 de outubro de 1989, Budapeste, Hungria -  Hungria 2 - 2  Espanha
15 de novembro de 1989, Sevilha, Espanha -  Espanha 4 - 0  Hungria
15 de novembro de 1989, Ta' Qali, Malta -  Malta 0 - 2  Irlanda
| P | País             | Pts | J | V | E | D | GP | GC | S   |
| - | ---------------- | --- | - | - | - | - | -- | -- | --- |
| 1 | Espanha          | 13  | 8 | 6 | 1 | 1 | 20 | 3  | 17  |
| 2 | Irlanda          | 12  | 8 | 5 | 2 | 1 | 10 | 2  | 8   |
| 3 | Hungria          | 8   | 8 | 2 | 4 | 2 | 8  | 12 | -4  |
| 4 | Irlanda do Norte | 5   | 8 | 2 | 1 | 5 | 6  | 12 | -6  |
| 5 | Malta            | 2   | 8 | 0 | 2 | 6 | 3  | 18 | -15 |

### Grupo 7
21 de setembro de 1988, Luxemburgo, Luxemburgo -  Luxemburgo 1 - 4  Suíça
18 de outubro de 1988, Esch-sur-Alzette, Luxemburgo -  Luxemburgo 0 - 2  Tchecoslováquia
19 de outubro de 1988, Bruxelas, Bélgica -  Bélgica 1 - 0  Suíça
16 de novembro de 1988, Bratislava, Tchecoslováquia -  Tchecoslováquia 0 - 0  Bélgica
16 de novembro de 1988, Porto, Portugal -  Portugal 1 - 0  Luxemburgo
15 de fevereiro de 1989, Lisboa, Portugal -  Portugal 1 - 1  Bélgica
26 de abril de 1989, Lisboa, Portugal -  Portugal 3 - 1  Suíça
19 de abril de 1989, Bruxelas, Bélgica -  Bélgica 2 - 1  Tchecoslováquia
9 de maio de 1989, Praga, Tchecoslováquia -  Tchecoslováquia 4 - 0  Luxemburgo
1 de junho de 1989, Lille, França -  Luxemburgo 0 - 5  Bélgica
Este jogo foi realizado em campo neutro ao invés de Luxemburgo.
7 de junho de 1989, Berna, Suíça -  Suíça 0 - 1  Tchecoslováquia
6 de setembro, 1989, Bruxelas, Bélgica -  Bélgica 3 - 0  Portugal
20 de setembro de 1989, Neuchâtel, Suíça -  Suíça 1 - 2  Portugal
6 de outubro, 1989, Praga, Tchecoslováquia -  Tchecoslováquia 2 - 1  Portugal
11 de outubro, 1989, Basileia, Suíça -  Suíça 2 - 2  Bélgica
11 de outubro, 1989, Saarbrücken, Alemanha Ocidental -  Luxemburgo 0 - 3  Portugal
Este jogo foi realizado em campo neutro e não no Luxemburgo.
25 de outubro, 1989, Praga, Tchecoslováquia -  Tchecoslováquia 3 - 0  Suíça
25 de outubro, 1989, Bruxelas, Bélgica -  Bélgica 1 - 1  Luxemburgo
15 de novembro de 1989, St Gallen, Suíça -  Suíça 2 - 1  Luxemburgo
15 de novembro de 1989, Lisboa, Portugal -  Portugal 0 - 0  Tchecoslováquia
| P | País            | Pts | J | V | E | D | GP | GC | S  |
| - | --------------- | --- | - | - | - | - | -- | -- | -- |
| 1 | Bélgica         | 12  | 8 | 4 | 4 | 0 | 15 | 5  | 10 |
| 2 | Tchecoslováquia | 12  | 8 | 5 | 2 | 1 | 13 | 3  | 10 |
| 3 | Portugal        | 10  | 8 | 4 | 2 | 2 | 11 | 8  | 3  |
| 4 | Suíça           | 5   | 8 | 2 | 1 | 5 | 10 | 14 | -4 |
| 5 | Luxemburgo      | 1   | 8 | 0 | 1 | 7 | 3  | 22 | 19 |

- Romênia - classificada.
- Suécia - classificada.
- Inglaterra - classificada.
- União Soviética - classificada.
- Áustria - classificada.
- Holanda - classificada.
- Alemanha Ocidental - classificada.
- Iuguslávia - classificada.
- Escócia - classificada.
- Espanha - classificada.
- Irlanda - classificada.
- Bélgica - classificada.
- Tchecoslováquia - classificada.

## América do Sul

### Grupo 1
20 de agosto de 1989, La Paz, Bolívia -  Bolívia 2 - 1  Peru
27 de agosto de 1989, Lima, Peru -  Peru 0 - 2  Uruguai
3 de setembro de 1989, La Paz, Bolívia -  Bolívia 2 - 1  Uruguai
10 de setembro de 1989, Lima, Peru -  Peru 1 - 2  Bolívia
17 de setembro de 1989, Montevidéu, Uruguai -  Uruguai 2 - 0  Bolívia
24 de setembro de 1989, Montevidéu, Uruguai -  Uruguai 2 - 0  Peru
| P | País    | Pts | J | V | E | D | GP | GC | S  |
| - | ------- | --- | - | - | - | - | -- | -- | -- |
| 1 | Uruguai | 6   | 4 | 3 | 0 | 1 | 7  | 2  | 5  |
| 2 | Bolívia | 6   | 4 | 3 | 0 | 1 | 6  | 5  | 1  |
| 3 | Peru    | 0   | 4 | 0 | 0 | 4 | 2  | 8  | -6 |

### Grupo 2
20 de agosto de 1989, Barranquilla, Colômbia -  Colômbia 2 - 0  Equador
27 de agosto de 1989, Assunção, Paraguai -  Paraguai 2 - 1  Colômbia
3 de setembro de 1989, Guayaquil, Equador -  Equador 0 - 0  Colômbia
10 de setembro de 1989, Assunção, Paraguai -  Paraguai 2 - 1  Equador
17 de setembro de 1989, Barranquilla, Colômbia -  Colômbia 2 - 1  Paraguai
24 de setembro de 1989, Guayaquil, Equador -  Equador 3 - 1  Paraguai
| P | País     | Pts | J | V | E | D | GP | GC | S  |
| - | -------- | --- | - | - | - | - | -- | -- | -- |
| 1 | Colômbia | 5   | 4 | 2 | 1 | 1 | 5  | 3  | 2  |
| 2 | Paraguai | 4   | 4 | 2 | 0 | 2 | 6  | 7  | -1 |
| 3 | Equador  | 3   | 4 | 1 | 1 | 2 | 4  | 5  | -1 |

### Grupo 3
30 de julho de 1989, Caracas, Venezuela -  Venezuela 0 - 4  Brasil
6 de agosto de 1989, Caracas, Venezuela -  Venezuela 1 - 3  Chile
13 de agosto de 1989, Santiago, Chile -  Chile 1 - 1  Brasil
20 de agosto de 1989, São Paulo, Brasil -  Brasil 6 - 0  Venezuela
27 de agosto de 1989, Mendoza, Argentina -  Chile 5 - 0  Venezuela
Esta partida foi disputada em campo neutro ao invés do Chile.
3 de setembro de 1989, Rio de Janeiro, Brasil -  Brasil 2 - 0  Chile
Em decorrência do goleiro Roberto Rojas ter forjado uma contusão e, consequente saída do jogo, em virtude de um sinalizador arremessado no Maracanã, o Chile, após investigação, foi excluído da Copa de 1990 e o Brasil, que antes da interrupção do jogo vencia por 1 a 0, foi declarado vencedor pela FIFA por 2 a 0.
| P | País      | Pts | J | V | E | D | GP | GC | S   |
| - | --------- | --- | - | - | - | - | -- | -- | --- |
| 1 | Brasil    | 7   | 4 | 3 | 1 | 0 | 13 | 1  | 12  |
| 2 | Chile     | 5   | 4 | 2 | 1 | 1 | 9  | 4  | 5   |
| 3 | Venezuela | 0   | 4 | 0 | 0 | 4 | 1  | 18 | -17 |

- Uruguai - classificado.
- Brasil - classificado.
- Colômbia - classificada para um playoff contra Israel.

## América do Norte e Central

### Primeira fase
Jogos de ida
| 14 de abril de 1988 | Guiana | 0 - 4  | Trinidad e Tobago                  | Bourda Cricket Ground, Georgetown                                           |
|                     |        | Súmula | Elliott-Allen , · Morris · Faustin | Árbitro: Omar Monson Auxiliar 1: Héctor Pérez Auxiliar 2: Jaime Bosch Bedia |

| 30 de abril de 1988 | Cuba | 0 - 1  | Guatemala | Estadio Panamericano, Havana                                                          |
|                     |      | Súmula | López 44' | Árbitro: Rodolfo Martínez Auxiliar 1: Jorge Irias Torres Auxiliar 2: Julio José López |

| 12 de maio de 1988 | Jamaica          | 1 - 0  | Porto Rico | Kingston Independence Park, Kingston                                                               |
|                    | Brooks 10' (pen) | Súmula |            | Árbitro: Jorge Meléndez González Auxiliar 1: Mamerto Negreros Auxiliar 2: Carlos Mendizabal Euceda |

| 16 de junho de 1988 | Antígua e Barbuda | 0 - 1  | Antilhas Neerlandesas | Antigua Recreation Ground, St. John's                                                              |
|                     |                   | Súmula | Rovina 67'            | Árbitro: Luis Hernandez Casiro Auxiliar 1: Rodrigo Badilla Sequeira Auxiliar 2: Berny Ulloa Morera |

| 17 de julho de 1988 | Costa Rica | 1 - 1  | Panamá       | Estádio Alejandro Morera Soto, Alajuela                                                    |
|                     | Jara 26'   | Súmula | Mendieta 17' | Árbitro: Rafael Rodriguez Medina Auxiliar 1: Rodolfo Sibrian Auxiliar 2: José Gomez Santos |

Jogos de volta
| 8 de maio de 1988 | Trinidad e Tobago | 1 - 0  | Guiana | San Fernando Stadium, San Fernando                                                     |
|                   | Charles 68'       | Súmula |        | Árbitro: Arlington Success Auxiliar 1: Elderfield Crump Auxiliar 2: Franklyn Christian |

| 15 de maio de 1988 | Guatemala | 1 - 1  | Cuba         | Estádio Marquesa de la Ensenada, San Marcos                                |
|                    | Peréz 68' | Súmula | González 40' | Árbitro: Julio Salas Auxiliar 1: Edward Ballion Auxiliar 2: Arturo Angeles |

| 29 de maio de 1988 | Porto Rico   | 1 - 2  | Jamaica         | Sixto Escobar, San Juan                                                          |
|                    | La Campa 52' | Súmula | Anglin 32', 78' | Árbitro: Pearson Neville Auxiliar 1: Aldric Williams Auxiliar 2: Burrougs Donald |

| 29 de julho de 1988 | Antilhas Neerlandesas           | 3 - 1 (Pro) | Antígua e Barbuda | Centre Deportivo Corson, Willemstad                                                   |
|                     | Rovina 104', 118' · Rosina 120' | Súmula      | Edwards 38'       | Árbitro: José Antonio Garcia Auxiliar 1: Arturo Brizio Carter Auxiliar 2: Casso Pérez |

| 31 de julho de 1988 | Panamá | 0 - 2  | Costa Rica               | Estádio Revolución, Cidade do Panamá                                            |
|                     |        | Súmula | Cayasso 1' · Medford 71' | Árbitro: Charles Branche Auxiliar 1: Glorick Maynard Auxiliar 2: Francis Cezair |

### Segunda fase
Jogos de ida
| 24 de julho de 1988 | Jamaica | 0 - 0  | Estados Unidos | Kingston Independence Park, Kingston                                                      |
|                     |         | Súmula |                | Árbitro: Julio José López Auxiliar 1: Rodolfo Martínez Auxiliar 2: Gonzalo Tejada Perdomo |

| 9 de outubro de 1988 | Guatemala       | 1 - 0  | Canadá | Mateo Flores, Cidade da Guatemala                                                |
|                      | Peréz 20' (pen) | Súmula |        | Árbitro: Angelo Bratsis Auxiliar 1: Edward Baillon Auxiliar 2: Alfred Kleinaitis |

| 30 de outubro de 1988 | Trinidad e Tobago | 0 - 0  | Honduras | Hasely Crawford Stadium, Port of Spain                                                        |
|                       |                   | Súmula |          | Árbitro: Arturo Brizio Carter Auxiliar 1: José Antônio Garcia Auxiliar 2: Alfredo Gasso Pérez |

| 1 de outubro de 1988 | Antilhas Neerlandesas | 0 - 1  | El Salvador | Centre Deportivo Corson, Willemstad                                             |
|                      |                       | Súmula | Garcia 53'  | Árbitro: Charles Branche Auxiliar 1: Francis Cezair Auxiliar 2: Glorick Maynard |

|  | Costa Rica | W - O | México |  |
|  |            |       |        |  |

Jogos de volta
| 13 de agosto de 1988 | Estados Unidos                                       | 5 - 1  | Jamaica      | Big Arch Stadium, St. Louis                                                          |
|                      | Bliss 18' · Perez 68' · Klopas 76', 85' · Krumpe 78' | Súmula | Sterling 54' | Árbitro: David Brummitt Auxiliar 1: Adriano Brunetti Auxiliar 2: Antônio Evangelista |

| 15 de outubro de 1988 | Canadá                               | 3 - 2  | Guatemala                   | Swangard Stadium, Vancouver                                                                 |
|                       | Mitchell 63', 83' (pen) · Bridge 88' | Súmula | Paniagua 7' · Castañeda 37' | Árbitro: Berny Ulloa Morera Auxiliar 1: Luis Hernández Auxiliar 2: Rodrigo Badilla Sequeira |

| 13 de Novembro de 1988 | Honduras   | 1 - 1  | Trinidad e Tobago | Francisco Morazán, Tegucigalpa                                                   |
|                        | Flores 20' | Súmula | Charles 56'       | Árbitro: Antônio Evangelista Auxiliar 1: John Meachin Auxiliar 2: David Brummitt |

| 16 de outubro de 1988 | El Salvador                                            | 5 - 0  | Antilhas Neerlandesas | Estádio Cuscatlán, San Salvador                                                  |
|                       | Coreas 5' · Garcia 35' · Zapata 48' · Ramírez 58', 68' | Súmula |                       | Árbitro: Steve Bucknor Auxiliar 1: Alberto Allman Auxiliar 2: Joseph Sanguinetti |

|  | México | O - W | Costa Rica |  |
|  |        |       |            |  |

- O México foi desclassificado por infringir as regras de idade nas eliminatórias dos Jogos Olímpicos, Com isso, a Costa Rica se classificou para o Grupo Final.

### Terceira fase
| 19 de março de 1989 | Guatemala         | 1 - 0  | Costa Rica | Mateo Flores, Cidade da Guatemala                                                 |
|                     | Estrada 39' (pen) | Súmula |            | Árbitro: Antonio Evangelista Auxiliar 1: David Brummitt Auxiliar 2: Derek Douglas |

| 2 de abril de 1989 | Costa Rica                   | 2 - 1  | Guatemala | Ricardo Saprissa, San José                                                 |
|                    | R. Flores 42' · Coronado 78' | Súmula | Rodas 51' | Árbitro: John Meachin Auxiliar 1: Adriano Brunetti Auxiliar 2: Ernie Foote |

| 16 de abril de 1989 | Costa Rica | 1 - 0  | Estados Unidos | Ricardo Saprissa, San José                                                                  |
|                     | Rhoden 14' | Súmula |                | Árbitro: José Antonio Garcia Auxiliar 1: Alfredo Gasso Pérez Auxiliar 2: Maximiliano Couret |

| 30 de abril de 1989 | Estados Unidos | 1 - 0  | Costa Rica | Big Arch Stadium, St. Louis                                                         |
|                     | Ramos 72'      | Súmula |            | Árbitro: Rodolfo Martínez Auxiliar 1: Jorge Irias Torres Auxiliar 2: Oscar Martínez |

| 13 de maio de 1989 | Estados Unidos | 1 - 1  | Trinidad e Tobago | Torrance Stadium, Torrance                                                     |
|                    | Trittschuh 48' | Súmula | Charles 88'       | Árbitro: Luigi Agnolin Auxiliar 1: Romeo Paparesta Auxiliar 2: Pierluigi Magni |

| 28 de maio de 1989 | Trinidad e Tobago | 1 - 1  | Costa Rica | Hasely Crawford Stadium, Port of Spain                                                     |
|                    | Jones             | Súmula | Coronado   | Árbitro: Edgardo Codesal Méndez Auxiliar 1: Alfredo Gasso Pérez Auxiliar 2: Fermín Ramírez |

| 11 de junho de 1989 | Costa Rica | 1 - 0  | Trinidad e Tobago | Ricardo Saprissa, San José                                                                 |
|                     | Cayasso 2' | Súmula |                   | Árbitro: José Torres Cadena Auxiliar 1: Octavio Sierra Mesa Auxiliar 2: Jesús Diaz Palacio |

| 17 de junho de 1989 | Estados Unidos           | 2 - 1  | Guatemala   | New Britain Stadium, New Britain                                                |
|                     | Murray 3' · Eichmann 67' | Súmula | Estrada 22' | Árbitro: Gordon Arrowsmith Auxiliar 1: Ernie Foote Auxiliar 2: Adriano Brunetti |

| 25 de junho de 1989 | El Salvador                  | 2 - 4  | Costa Rica                                     | Cuscatlán, San Salvador                                                                   |
|                     | J. Rodríguez 24' · Rivas 65' | Súmula | Cayasso 15' · L. Flores 47', 78' · Hidalgo 52' | Árbitro: Arturo Brizio Carter Auxiliar 1: Fermin Ramírez Auxiliar 2: José Refugio Ramírez |

- O jogo foi abandonado em 4-2 para a Costa Rica, o resultado foi confirmado pela FIFA.

| 16 de julho de 1989 | Costa Rica       | 1 - 0  | El Salvador | Ricardo Saprissa, San José                                                     |
|                     | L. Fernández 55' | Súmula |             | Árbitro: Jorge Orellana Auxiliar 1: Alfredo Rodas Auxiliar 2: Guillermo Romero |

| 30 de julho de 1989 | Trinidad e Tobago | 2 - 0  | El Salvador | Hasely Crawford Stadium, Port of Spain                                            |
|                     | Lewis 50', 61'    | Súmula |             | Árbitro: Antonio Evangelista Auxiliar 1: Derek Douglas Auxiliar 2: David Brummitt |

| 13 de agosto de 1989 | El Salvador | 0 - 0  | Trinidad e Tobago | Tiburcio Carias Andino, Tegucigalpa                                                       |
|                      |             | Súmula |                   | Árbitro: Gonzalo Tejada Perdomo Auxiliar 1: Jorge Irias Torres Auxiliar 2: Oscar Martínez |

- Este jogo foi disputado em campo neutro ao invés de El Salvador.

| 20 de agosto de 1989 | Guatemala | 0 - 1  | Trinidad e Tobago | Mateo Flores, Cidade da Guatemala                                                              |
|                      |           | Súmula | Jamerson          | Árbitro: Arturo Brizio Carter Auxiliar 1: José Refugio Ramírez Auxiliar 2: Alfredo Gasso Pérez |

| 3 de setembro de 1989 | Trinidad e Tobago        | 2 - 1  | Guatemala | Hasely Crawford Stadium, Port of Spain                                           |
|                       | Jones 10' · Jamerson 88' | Súmula | Rodas 6'  | Árbitro: César Cachay Auxiliar 1: Sérgio Leiblinger Auxiliar 2: Carlos Montalván |

| 17 de setembro de 1989 | El Salvador | 0 - 1  | Estados Unidos | Estádio Tiburcio Carias Andino, Tegucigalpa                                                     |
|                        |             | Súmula | Perez 61'      | Árbitro: Edgardo Codesal Méndez Auxiliar 1: José Antonio Garcia Auxiliar 2: Alfredo Gasso Pérez |

- Este jogo foi disputado em campo neutro ao invés de El Salvador.

| 8 de outubro de 1989 | Guatemala | 0 - 0  | Estados Unidos | Mateo Flores, Cidade da Guatemala                                          |
|                      |           | Súmula |                | Árbitro: Elias Jacome Auxiliar 1: Alfredo Rodas Auxiliar 2: Jorge Orellana |

| 5 de novembro de 1989 | Estados Unidos | 0 - 0  | El Salvador | Big Arch Stadium, St. Louis                                                        |
|                       |                | Súmula |             | Árbitro: John Meachin Auxiliar 1: Antonio Evangelista Auxiliar 2: Adriano Brunetti |

| 19 de novembro de 1989 | Trinidad e Tobago | 0 - 1  | Estados Unidos | Hasely Crawford Stadium, Port of Spain                                                  |
|                        |                   | Súmula | Caligiuri 31'  | Árbitro: Juan Carlos Loustau Auxiliar 1: Francisco Lamolina Auxiliar 2: Carlos Esposito |

| 19 de novembro de 1989 | El Salvador | Cancelado | Guatemala | Cuscatlán, San Salvador |
|                        |             |           |           |                         |

| 21 de novembro de 1989 | Guatemala | Cancelado | El Salvador | Mateo Flores, Cidade da Guatemala |
|                        |           |           |             |                                   |

- Os dois jogos entre Guatemala e El Salvador, marcados para 19 de novembro e 21 de novembro de 1989 na Guatemala não foram disputados devido a instabilidade política em El Salvador. De toda forma, nenhuma das duas seleções poderia se classificar com duas vitórias.

| P | País              | Pts | J | V | E | D | GP | GC | S  |
| - | ----------------- | --- | - | - | - | - | -- | -- | -- |
| 1 | Costa Rica        | 11  | 8 | 5 | 1 | 2 | 10 | 6  | 4  |
| 2 | Estados Unidos    | 11  | 8 | 4 | 3 | 1 | 6  | 3  | 3  |
| 3 | Trinidad e Tobago | 9   | 8 | 3 | 3 | 2 | 7  | 5  | 2  |
| 4 | Guatemala         | 3   | 6 | 1 | 1 | 4 | 4  | 7  | -3 |
| 5 | El Salvador       | 2   | 6 | 0 | 2 | 4 | 2  | 8  | -6 |

- Costa Rica - classificado.
- Estados Unidos - classificado.

## África

### Primeira fase
Jogos de ida
| 7 de agosto de 1988 | Angola | 0 — 0 | Sudão |  |
|                     |        |       |       |  |

| 16 de julho de 1988 | Uganda | 1 — 0 | Malawi |  |
|                     |        |       |        |  |

| 3 de junho de 1988 | Líbia | 3 — 0 | Burquina Fasso |  |
|                    |       |       |                |  |

| 7 de agosto de 1988 | Gana | 0 — 0 | Libéria |  |
|                     |      |       |         |  |

| 5 de agosto de 1988 | Tunísia | 5 — 0 | Guiné |  |
|                     |         |       |       |  |

Jogos de volta
| 11 de novembro de 1988 | Sudão | 1 — 2 | Angola |  |
|                        |       |       |        |  |

| 30 de julho de 1988 | Malawi | 3 — 1 | Uganda |  |
|                     |        |       |        |  |

| 3 de julho de 1988 | Burquina Fasso | 2 — 0 | Líbia |  |
|                    |                |       |       |  |

| 21 de agosto de 1988 | Libéria | 2 — 0 | Gana |  |
|                      |         |       |      |  |

| 21 de agosto de 1988 | Guiné | 3 — 0 | Tunísia |  |
|                      |       |       |         |  |

- Lesoto, Ruanda e Togo desistiram, então Zimbábue, Zâmbia e Gabão avançaram automaticamente à segunda fase.

### Segunda fase

#### Grupo 1
6 de janeiro de 1989, Annaba, Argélia -  Argélia 3 - 0  Zimbabwe
8 de janeiro de 1989, Abidjan, Costa do Marfim -  Costa do Marfim 1 - 0  Líbia
20 de janeiro de 1989, Trípoli, Líbia -  Líbia 0 - 2  Argélia
FIFA declarou a vitória da Argélia por 2-0 devido a irregularidades com a Líbia. Posteriormente, a Líbia desistiu das eliminatórias e os resultados de suas partidas foram anulados.
22 de janeiro de 1989, Harare, Zimbabwe -  Zimbabwe 0 - 0  Costa do Marfim
11 de junho de 1989, Abidjan, Costa do Marfim -  Costa do Marfim 0 - 0  Argélia
25 de junho de 1989, Harare, Zimbabwe -  Zimbabwe 1 - 2  Argélia
13 de agosto de 1989, Abidjan, Costa do Marfim -  Costa do Marfim 5 - 0  Zimbabwe
25 de agosto de 1989, Annaba, Argélia -  Argélia 1 - 0  Costa do Marfim
| P | País            | Pts | J | V | E | D | GP | GC | S  |
| - | --------------- | --- | - | - | - | - | -- | -- | -- |
| 1 | Argélia         | 7   | 4 | 3 | 1 | 0 | 6  | 1  | 5  |
| 2 | Costa do Marfim | 4   | 4 | 1 | 2 | 1 | 5  | 1  | 4  |
| 3 | Zimbabwe        | 1   | 4 | 0 | 1 | 3 | 1  | 10 | -9 |

#### Grupo 2
6 de janeiro de 1989, Cairo, Egito -  Egito 2 - 0  Libéria
7 de janeiro de 1989, Nairobi, Quênia -  Quénia 1 - 1  Malawi
21 de janeiro de 1989, Lilongwe, Malawi -  Malawi 1 - 1  Egito
22 de janeiro de 1989, Monróvia, Libéria -  Libéria 0 - 0  Quénia
10 de junho de 1989, Nairobi, Quênia -  Quénia 0 - 0  Egito
11 de junho de 1989, Monróvia, Libéria -  Libéria 1 - 0  Malawi
24 de junho de 1989, Lilongwe, Malawi -  Malawi 1 - 0  Quénia
25 de junho de 1989, Monróvia, Libéria -  Libéria 1 - 0  Egito
11 de agosto de 1989, Cairo, Egito -  Egito 1 - 0  Malawi
12 de agosto de 1989, Nairobi, Quênia -  Quénia 1 - 0  Libéria
26 de agosto de 1989, Cairo, Egito -  Egito 2 - 0  Quénia
26 de agosto de 1989, Lilongwe, Malawi -  Malawi 0 - 0  Libéria
| P | País    | Pts | J | V | E | D | GP | GC | S  |
| - | ------- | --- | - | - | - | - | -- | -- | -- |
| 1 | Egito   | 8   | 6 | 3 | 2 | 1 | 6  | 2  | 4  |
| 2 | Libéria | 6   | 6 | 2 | 2 | 2 | 2  | 3  | -1 |
| 3 | Malawi  | 5   | 6 | 1 | 3 | 2 | 3  | 4  | -1 |
| 4 | Quénia  | 5   | 6 | 1 | 3 | 2 | 2  | 4  | -2 |

#### Grupo 3
7 de janeiro de 1989, Enugu, Nigéria -  Nigéria 1 - 0  Gabão
8 de janeiro de 1989, Yaoundé, Camarões -  Camarões 1 - 1  Angola
22 de janeiro de 1989, Libreville, Gabão -  Gabão 1 - 3  Camarões
22 de janeiro de 1989, Luanda, Angola -  Angola 2 - 2  Nigéria
10 de junho de 1989, Enugu, Nigéria -  Nigéria 2 - 0  Camarões
11 de junho de 1989, Luanda, Angola -  Angola 2 - 0  Gabão
25 de junho de 1989, Luanda, Angola -  Angola 1 - 2  Camarões
25 de junho de 1989, Libreville, Gabão -  Gabão 2 - 1  Nigéria
12 de agosto de 1989, Lagos, Nigéria -  Nigéria 1 - 0  Angola
Neste jogo, o nigeriano Samuel Okwaraji morreu após sofrer um colapso cardíaco dentro de campo, faltando apenas dez minutos para o final do jogo contra  Angola. A autópsia revelou que seu coração era muito maior que um coração normal e também possuía forte pressão sanguínea.
13 de agosto de 1989, Yaoundé, Camarões -  Camarões 2 - 1  Gabão
27 de agosto de 1989, Yaoundé, Camarões -  Camarões 1 - 0  Nigéria
27 de agosto de 1989, Libreville, Gabão -  Gabão 1 - 0  Angola
| P | País     | Pts | J | V | E | D | GP | GC | S  |
| - | -------- | --- | - | - | - | - | -- | -- | -- |
| 1 | Camarões | 9   | 6 | 4 | 1 | 1 | 9  | 6  | 3  |
| 2 | Nigéria  | 7   | 6 | 3 | 1 | 2 | 7  | 5  | 2  |
| 3 | Angola   | 4   | 6 | 1 | 2 | 3 | 6  | 7  | -1 |
| 4 | Gabão    | 4   | 6 | 2 | 0 | 4 | 5  | 9  | -4 |

#### Grupo 4
8 de janeiro de 1989, Rabat, Marrocos -  Marrocos 1 - 0  Zâmbia
8 de janeiro de 1989, Kinshasa, Zaire -  Zaire 3 - 1  Tunísia
22 de janeiro de 1989, Tunis, Tunísia -  Tunísia 2 - 1  Marrocos
22 de janeiro de 1989, Lusaka, Zâmbia -  Zâmbia 4 - 2  Zaire
11 de junho de 1989, Kinshasa, Zaire -  Zaire 0 - 0  Marrocos
11 de junho de 1989, Lusaka, Zâmbia -  Zâmbia 1 - 0  Tunísia
25 de junho de 1989, Lusaka, Zâmbia -  Zâmbia 2 - 1  Marrocos
25 de junho de 1989, Tunis, Tunísia -  Tunísia 1 - 0  Zaire
13 de agosto de 1989, Casablanca, Marrocos -  Marrocos 0 - 0  Tunísia
13 de agosto de 1989, Kinshasa, Zaire -  Zaire 1 - 0  Zâmbia
27 de agosto de 1989, Kenitra, Marrocos -  Marrocos 1 - 1  Zaire
27 de agosto de 1989, Tunis, Tunísia -  Tunísia 1 - 0  Zâmbia
| P | País     | Pts | J | V | E | D | GP | GC | S  |
| - | -------- | --- | - | - | - | - | -- | -- | -- |
| 1 | Tunísia  | 7   | 6 | 3 | 1 | 2 | 5  | 5  | 0  |
| 2 | Zâmbia   | 6   | 6 | 3 | 0 | 3 | 7  | 6  | 1  |
| 3 | Zaire    | 6   | 6 | 2 | 2 | 2 | 7  | 7  | 0  |
| 4 | Marrocos | 5   | 6 | 1 | 3 | 2 | 4  | 5  | -1 |

### Terceira fase
Jogos de ida
| 8 de outubro de 1989 | Argélia | 0 — 0 | Egito |  |
|                      |         |       |       |  |

| 8 de outubro de 1989 | Camarões | 2 — 0 | Tunísia |  |
|                      |          |       |         |  |

Jogos de volta
| 17 de novembro de 1989 | Egito | 1 — 0 | Argélia |  |
|                        |       |       |         |  |

| 19 de novembro de 1989 | Tunísia | 0 — 1 | Camarões |  |
|                        |         |       |          |  |

- Egito - classificado.
- Camarões - classificado.
- Tunísia - eliminado.
- Argélia - eliminado.

## Ásia

### Primeira fase

#### Grupo 1
6 de janeiro de 1989, Doha, Qatar -  Catar 1 — 0  Jordânia
6 de janeiro de 1989, Mascate, Omã -  Omã 1 - 1  Iraque
13 de janeiro de 1989, Mascate, Omã -  Omã 0 - 0  Catar
13 de janeiro de 1989, Amã, Jordânia -  Jordânia 0 - 1  Iraque
20 de janeiro de 1989, Doha, Qatar -  Catar 1 - 0  Iraque
20 de janeiro de 1989, Amã, Jordânia -  Jordânia 2 - 0  Omã
27 de janeiro de 1989, Amã, Jordânia -  Jordânia 1 - 1  Catar
27 de janeiro de 1989, Bagdá, Iraque -  Iraque 3 - 1  Omã
3 de fevereiro de 1989, Doha, Qatar -  Catar 3 - 0  Omã
3 de fevereiro de 1989, Bagdá, Iraque -  Iraque 4 - 0  Jordânia
10 de fevereiro de 1989, Mascate, Omã -  Omã 0 - 2  Jordânia
10 de fevereiro de 1989, Bagdá, Iraque -  Iraque 2 - 2  Catar
| P | País     | Pts | J | V | E | D | GP | GC | S  |
| - | -------- | --- | - | - | - | - | -- | -- | -- |
| 1 | Catar    | 9   | 6 | 3 | 3 | 0 | 8  | 3  | 5  |
| 2 | Iraque   | 8   | 6 | 3 | 2 | 1 | 11 | 5  | 6  |
| 3 | Jordânia | 5   | 6 | 2 | 1 | 3 | 5  | 7  | -2 |
| 4 | Omã      | 2   | 6 | 0 | 2 | 4 | 2  | 11 | -9 |

#### Grupo 2
Bahrein desistiu.
10 de março de 1989, Sanaa, Iêmen do Norte -  Iêmen do Norte 0 - 1  Síria
15 de março de 1989, Jeddah, Arábia Saudita -  Arábia Saudita 5 - 4  Síria
20 de março de 1989, Sanaa, Iêmen do Norte -  Iêmen do Norte 0 - 1  Arábia Saudita
25 de março de 1989, Lataquia, Síria -  Síria 2 - 0  Iêmen do Norte
30 de março de 1989, Lataquia, Síria -  Síria 0 - 0  Iêmen do Norte
5 de abril de 1989, Riad, Arábia Saudita -  Arábia Saudita 1 - 0  Iêmen do Norte
| P | País           | Pts | J | V | E | D | GP | GC | S  |
| - | -------------- | --- | - | - | - | - | -- | -- | -- |
| 1 | Arábia Saudita | 7   | 4 | 3 | 1 | 0 | 7  | 4  | 3  |
| 2 | Síria          | 5   | 4 | 2 | 1 | 1 | 7  | 5  | 2  |
| 3 | Iêmen          | 0   | 4 | 0 | 0 | 4 | 0  | 5  | -5 |

#### Grupo 3
Iêmen do Sul desistiu.
6 de janeiro de 1989, Islamabade, Paquistão -  Paquistão 0 — 1  Kuwait
13 de janeiro de 1989, Cuaite, Cuaite -  Kuwait 3 - 2  Emirados Árabes Unidos
20 de janeiro de 1989, Xarja, Emirados Árabes -  Emirados Árabes Unidos 5 - 0  Paquistão
27 de janeiro de 1989, Cuaite, Cuaite -  Kuwait 2 - 0  Paquistão
3 de fevereiro de 1989, Xarja, Emirados Árabes -  Emirados Árabes Unidos 1 - 0  Kuwait
10 de fevereiro de 1989, Islamabade, Paquistão -  Paquistão 1 - 4  Emirados Árabes Unidos
| P | País                   | Pts | J | V | E | D | GP | GC | S   |
| - | ---------------------- | --- | - | - | - | - | -- | -- | --- |
| 1 | Emirados Árabes Unidos | 6   | 4 | 3 | 0 | 1 | 12 | 4  | 8   |
| 2 | Kuwait                 | 6   | 4 | 3 | 0 | 1 | 6  | 3  | 3   |
| 3 | Paquistão              | 0   | 4 | 0 | 0 | 4 | 1  | 12 | -11 |

#### Grupo 4
Índia desistiu.
23 de maio de 1989, Seul, Coreia do Sul -  Nepal 0 - 2  Malásia
23 de maio de 1989, Seul, Coreia do Sul -  Coreia do Sul 3 - 0  Singapura
25 de maio de 1989, Seul, Coreia do Sul -  Coreia do Sul 9 - 0  Nepal
25 de maio de 1989, Seul, Coreia do Sul -  Malásia 1 - 0  Singapura
27 de maio de 1989, Seul, Coreia do Sul -  Nepal 0 - 3  Singapura
27 de maio de 1989, Seul, Coreia do Sul -  Coreia do Sul 3 - 0  Malásia
3 de junho de 1989, Singapura -  Singapura 2 - 2  Malásia
3 de junho de 1989, Singapura -  Nepal 0 - 4  Coreia do Sul
5 de junho de 1989, Singapura -  Malásia 0 - 3  Coreia do Sul
5 de junho de 1989, Singapura -  Singapura 7 - 0  Nepal
7 de junho de 1989, Singapura -  Singapura 0 - 3  Coreia do Sul
7 de junho de 1989, Singapura -  Malásia 3 - 0  Nepal
| P | País          | Pts | J | V | E | D | GP | GC | S   |
| - | ------------- | --- | - | - | - | - | -- | -- | --- |
| 1 | Coreia do Sul | 12  | 6 | 6 | 0 | 0 | 25 | 0  | 25  |
| 2 | Malásia       | 7   | 6 | 3 | 1 | 2 | 8  | 8  | 0   |
| 3 | Singapura     | 5   | 6 | 2 | 1 | 3 | 12 | 9  | 3   |
| 4 | Nepal         | 0   | 6 | 0 | 0 | 6 | 0  | 28 | -28 |

#### Grupo 5
19 de fevereiro de 1989, Bangkok, Tailândia -  Tailândia 1 - 0  Bangladesh
23 de fevereiro de 1989, Pequim, China -  China 2 - 0  Bangladesh
23 de fevereiro de 1989, Bangkok, Tailândia -  Tailândia 0 - 3  Irã
27 de fevereiro de 1989, Daca, Bangladesh -  Bangladesh 1 - 2  Irã
28 de fevereiro de 1989, Bangkok, Tailândia -  Tailândia 0 - 3  China
4 de março de 1989, Daca, Bangladesh -  Bangladesh 0 - 2  China
8 de março de 1989, Daca, Bangladesh -  Bangladesh 3 - 1  Tailândia
17 de março de 1989, Teerã, Irã -  Irã 1 - 0  Bangladesh
30 de março de 1989, Teerã, Irã -  Irã 3 - 0  Tailândia
15 de julho de 1989, Shenyang, China -  China 2 - 0  Irã
22 de julho de 1989, Teerã, Irã -  Irã 3 - 2  China
29 de julho de 1989, Pequim, China -  China 2 - 0  Tailândia
| P | País       | Pts | J | V | E | D | GP | GC | S   |
| - | ---------- | --- | - | - | - | - | -- | -- | --- |
| 1 | China      | 10  | 6 | 5 | 0 | 1 | 13 | 3  | 10  |
| 2 | Irã        | 10  | 6 | 5 | 0 | 1 | 12 | 5  | 7   |
| 3 | Bangladesh | 2   | 6 | 1 | 0 | 5 | 4  | 9  | -5  |
| 4 | Tailândia  | 2   | 6 | 1 | 0 | 5 | 2  | 14 | -12 |

#### Grupo 6
21 de maio de 1989, Jacarta, Indonésia -  Indonésia 0 - 0  Coreia do Norte
22 de maio de 1989, Hong Kong -  Hong Kong 0 - 0  Japão
27 de maio de 1989, Hong Kong -  Hong Kong 1 - 2  Coreia do Norte
28 de maio de 1989, Jacarta, Indonésia -  Indonésia 0 - 0  Japão
4 de junho de 1989, Hong Kong -  Hong Kong 1 - 1  Indonésia
4 de junho de 1989, Tóquio, Japão -  Japão 2 - 1  Coreia do Norte
11 de junho de 1989, Hiroshima, Japão -  Japão 5 - 0  Indonésia
18 de junho de 1989, Kobe, Japão -  Japão 0 - 0  Hong Kong
25 de junho de 1989, Pyongyang, Coreia do Norte -  Coreia do Norte 2 - 0  Japão
25 de junho de 1989, Jacarta, Indonésia -  Indonésia 3 - 2  Hong Kong
2 de julho de 1989, Pyongyang, Coreia do Norte -  Coreia do Norte 4 - 1  Hong Kong
9 de julho de 1989, Pyongyang, Coreia do Norte -  Coreia do Norte 2 - 1  Indonésia
| P | País            | Pts | J | V | E | D | GP | GC | S  |
| - | --------------- | --- | - | - | - | - | -- | -- | -- |
| 1 | Coreia do Norte | 9   | 6 | 4 | 1 | 1 | 11 | 5  | 6  |
| 2 | Japão           | 7   | 6 | 2 | 3 | 1 | 7  | 3  | 4  |
| 3 | Indonésia       | 5   | 6 | 1 | 3 | 2 | 5  | 10 | -5 |
| 4 | Hong Kong       | 3   | 6 | 0 | 3 | 3 | 5  | 10 | -5 |

### Segunda fase
12 de outubro de 1989, Singapura -  Emirados Árabes Unidos 0 - 0  Coreia do Norte
12 de outubro de 1989, Singapura -  China 2 - 1  Arábia Saudita
13 de outubro de 1989, Singapura -  Coreia do Sul 0 - 0  Catar
16 de outubro de 1989, Singapura -  Catar 1 - 1  Arábia Saudita
16 de outubro de 1989, Singapura -  Coreia do Sul 1 - 0  Coreia do Norte
17 de outubro de 1989, Singapura -  Emirados Árabes Unidos 2 - 1  China
20 de outubro de 1989, Singapura -  Coreia do Sul 1 - 0  China
20 de outubro de 1989, Singapura -  Coreia do Norte 2 - 0  Catar
21 de outubro de 1989, Singapura -  Emirados Árabes Unidos 0 - 0  Arábia Saudita
24 de outubro de 1989, Singapura -  Emirados Árabes Unidos 1 - 1  Catar
24 de outubro de 1989, Singapura -  China 1 - 0  Coreia do Norte
25 de outubro de 1989, Singapura -  Coreia do Sul 2 - 0  Arábia Saudita
28 de outubro de 1989, Kuala Lumpur, Malásia -  Emirados Árabes Unidos 1 - 1  Coreia do Sul
28 de outubro de 1989, Kuantan, Malásia -  Arábia Saudita 2 - 0  Coreia do Norte
28 de outubro de 1989, Singapura -  Catar 2 - 1  China
| P | País                   | Pts | J | V | E | D | GP | GC | S  |
| - | ---------------------- | --- | - | - | - | - | -- | -- | -- |
| 1 | Coreia do Sul          | 8   | 5 | 3 | 2 | 0 | 5  | 1  | 4  |
| 2 | Emirados Árabes Unidos | 6   | 5 | 1 | 4 | 0 | 4  | 3  | 1  |
| 3 | Catar                  | 5   | 5 | 1 | 3 | 1 | 4  | 5  | -1 |
| 4 | China                  | 4   | 5 | 2 | 0 | 3 | 5  | 6  | -1 |
| 5 | Arábia Saudita         | 4   | 5 | 1 | 2 | 2 | 4  | 5  | -1 |
| 6 | Coreia do Norte        | 3   | 5 | 1 | 1 | 3 | 2  | 4  | -2 |

- Coreia do Sul - classificada.
- Emirados Árabes Unidos - classificado.

## Oceania

### Primeira fase
Jogos de ida
| 11 de dezembro de 1988 | Taipé Chinês | 0 — 4 | Nova Zelândia |  |
|                        |              |       |               |  |

| 26 de novembro de 1988 | Fiji | 1 — 0 | Austrália |  |
|                        |      |       |           |  |

Jogos de volta
| 15 de dezembro de 1988 | Nova Zelândia | 4 — 1 | Taipé Chinês |  |
|                        |               |       |              |  |

| 3 de dezembro de 1988 | Austrália | 5 — 1 | Fiji |  |
|                       |           |       |      |  |

### Segunda fase
5 de março de 1989, Ramat Gan, Israel -  Israel 1 - 0  Nova Zelândia
12 de março de 1989, Sydney, Austrália -  Austrália 4 - 1  Nova Zelândia
19 de março de 1989, Ramat Gan, Israel -  Israel 1 - 1  Austrália
2 de abril de 1989, Auckland, Nova Zelândia -  Nova Zelândia 2 - 0  Austrália
9 de abril de 1989, Auckland, Nova Zelândia -  Nova Zelândia 2 - 2  Israel
16 de abril de 1989, Sydney, Austrália -  Austrália 1 - 1  Israel
| P | País          | Pts | J | V | E | D | GP | GC | S  |
| - | ------------- | --- | - | - | - | - | -- | -- | -- |
| 1 | Israel        | 5   | 4 | 1 | 3 | 0 | 5  | 4  | 1  |
| 2 | Austrália     | 4   | 4 | 1 | 2 | 1 | 6  | 5  | 1  |
| 3 | Nova Zelândia | 3   | 4 | 1 | 1 | 2 | 5  | 7  | -2 |

- Israel - derrotado no playoff contra a Colômbia.

## Repescagem CONMEBOL / OFC
As seleções jogam duas partidas, ida e volta. O vencedor se classifica.
15 de outubro de 1989, Barranquilla, Colômbia -  Colômbia 1 - 0  Israel
30 de outubro de 1989, Ramat Gan, Israel -  Israel 0 - 0  Colômbia
- Colômbia - classificada.

## Incidente nas Eliminatórias Sul-Americanas

### O ocorrido
Em 3 de setembro de 1989, aos 24 minutos do segundo tempo da partida Brasil vs. Chile, válido pelas eliminatórias da Copa do Mundo de 1990, foi lançado no gramado do estádio do Maracanã um sinalizador luminoso, do mesmo tipo utilizado em embarcações, que caiu próximo ao goleiro Roberto Rojas parecendo o atingir. Naquele momento o placar do jogo era 1 a 0 para o Brasil (gol de Careca) e o goleiro, aproveitando-se da situação, caiu no gramado e simulou um ferimento supostamente causado pelo artefato luminoso, utilizando-se de um tipo de lâmina que ele guardava dentro da luva, o que causou a paralisação da partida. Em entrevista à revista Placar, em 1995, Rojas declarou que o disparo do sinalizador foi uma coincidência: sabendo que sua equipe tinha poucas chances de vencer o Brasil, Rojas teve a ideia de cortar o próprio rosto para dar a impressão de que um torcedor teria lhe atirado uma pedra enquanto iria buscar uma bola fora.

### A decisão primária
O juiz da partida, Juan Loustau, da Argentina, aguardou em campo por 20 minutos o retorno dos chilenos, juntamente com a seleção brasileira, e decidiu que a partida fosse encerrada ao final da espera. Um empate, no caso, bastava ao Brasil para conquistar a vaga do grupo para a Copa da Itália e o Chile precisava vencer, mas como a FIFA considerou que o time chileno abandonou o jogo, o placar final da partida foi consignado oficialmente em 2 a 0 para o Brasil.

### Investigação
O exame de corpo de delito do goleiro não confirmou queimaduras ou presença de pólvora no ferimento mas somente uma lesão perfuro-cortante o que ajudou a desmontar a versão do goleiro de que havia sido atingido pelo artefato sinalizador. As imagens de televisão, mostraram claramente o goleiro retirando algo de dentro da luva e passando na testa, assim que ele caiu ao chão, simulando ter sido atingido.
Ao final da investigação, a FIFA decretou a vitória da seleção brasileira por 2 x 0, baniu Roberto Rojas, o técnico Orlando Aravena, o médico da seleção chilena Daniel Rodríguez e o dirigente Sergio Stoppel e suspendeu por 4 anos o capitão Fernando Astengo e a Federação Chilena de Futebol, o que acarretou na impossibilidade desta disputar as eliminatórias para a Copa do Mundo de 1994.

### Identificação da "fogueteira"
Fogueteira do Maracanã foi a alcunha pela qual ficou conhecida a fluminense Rosenery Mello do Nascimento Barcelos da Silva, a pessoa a quem se atribui o lançamento de um sinalizador luminoso no gramado do estádio do Maracanã durante um jogo da Seleção Brasileira de Futebol pelas Eliminatórias da Copa do Mundo de 1990, o que lhe deu notoriedade internacional e gerou repercussões para ambas as seleções envolvidas.
Em virtude deste fato, Rosenery foi presa em flagrante e depois acabou se tornando capa da Playboy na edição 172, de novembro daquele ano, sendo considerada uma celebridade instantânea.
À época do incidente, Rosenery tinha 24 anos de idade, era casada e tinha um filho de 10 meses. Foi liberada no dia seguinte por não haver notícia-crime contra ela e posou para a revista pela quantia de US$ 40.000,00, dois meses e meio depois, quantia esta que só compreende os valores de Direito de Imagem e não os de percentual sobre o preço de capa. Oito anos depois, em entrevista à revista Placar, reconheceu que não soubera aproveitar os benefícios advindos da fama e que acabou gastando tudo em diversão e viagens.
Segundo a mídia, em 2007, após o episódio, Rosenery mudou-se para Brasília, onde procurou fugir do assédio da imprensa. Depois retornou ao estado do Rio de Janeiro, mais precisamente para a cidade de Araruama.
Em 4 de junho de 2011, Rosenery teve morte cerebral no Hospital Naval Marcílio Dias, no Rio de Janeiro após cirurgia depois de ter sofrido um aneurisma cerebral.

### Consequências para Rojas
Rojas declarou, dez anos depois:
Em meados de 2001, a Comissão Disciplinar da FIFA concedeu anistia ao ex-jogador, então com 43 anos, devido à intervenção da "Unión de Futbolistas de Chile".
Com a liberação para voltar ao futebol, Rojas virou treinador de goleiros do São Paulo.